# 悉妮·莫林
悉妮·莫林（英語：Sidney Morin，1995年6月6日—），美国女子冰球运动员，场上位置是后卫。她曾代表美国国家队参加2018年冬季奥林匹克运动会冰球比赛，获得一枚金牌。